# Campeonato Asiático de Atletismo de 2013 - 1500 m masculino
A prova dos 1500 metros masculino do Campeonato Asiático de Atletismo de 2013 foi disputada entre os dias 4 e 5 de julho de 2013 no Shree Shiv Chhatrapati Sports Complex em Pune, na Índia. 

## Recordes
Antes desta competição, os recordes mundiais e do campeonato nesta prova eram os seguintes:
|                       | Nome               | Nacionalidade | Tempo     | Local  | Data                |
| --------------------- | ------------------ | ------------- | --------- | ------ | ------------------- |
| Recorde mundial       | Hicham El Guerrouj | Marrocos      | 3m 26s 00 | Roma   | 14 de julho de 1998 |
| Recorde do campeonato | Kim Soon-Hyung     | Coreia do Sul | 3m 38s 60 | Manila | 1993                |
| Recorde asiático      | Rashid Ramzi       | Bahrein       | 3m 29s 14 | Roma   | 14 de julho de 2006 |

## Medalhistas
| Ouro                  | Prata                  | Bronze                  |
| Emad Hamed Nour (KSA) | Mohamad Al-Garni (QAT) | Belal Mansoor Ali (BHR) |

## Cronograma
Todos os horários são locais (UTC+5:30).
| Data       | Hora  | Evento  |
| ---------- | ----- | ------- |
| 4 de julho | 17:30 | Bateria |
| 5 de julho | 18:20 | Final   |

## Resultados

### Bateria
Qualificação: 5 atletas de cada bateria  (Q) mais os  2 melhores qualificados (q). 
| Posição | Bateria | Atleta                  | Nacionalidade  | Tempo   | Notas |
| ------- | ------- | ----------------------- | -------------- | ------- | ----- |
| 1       | 2       | Mohamad Al-Garni        | Catar          | 3:51.23 | Q     |
| 2       | 2       | Sandeep Karan Singh     | Índia          | 3:51.48 | Q     |
| 3       | 2       | Rashid Ramzi            | Bahrein        | 3:51.63 | Q     |
| 4       | 1       | Belal Mansoor Ali       | Bahrein        | 3:52.16 | Q     |
| 5       | 2       | Abdullah Obaid Al-Salhi | Arábia Saudita | 3:52.28 | Q     |
| 6       | 1       | Emad Noor               | Arábia Saudita | 3:52.67 | Q     |
| 7       | 2       | Sajjad Moradi           | Irão           | 3:52.91 | Q     |
| 8       | 1       | Hamza Driouch           | Catar          | 3:53.90 | Q     |
| 9       | 1       | Amassri Wesam           | Palestina      | 3:54.40 | Q     |
| 10      | 2       | Pranjal Gogoi           | Índia          | 3:55.18 | q     |
| 11      | 2       | Mohammad Al-Azemi       | Kuwait         | 3:55.30 | q     |
| 12      | 1       | Yuki Akimoto            | Japão          | 4:03.88 | Q     |
| 13      | 2       | Adilet Kyshtakbekov     | Quirguistão    | 4:04.28 |       |
| 14      | 2       | Kalyan Baniya           | Nepal          | 4:04.81 |       |
| 15      | 1       | Zhao Ran                | China          | 4:12.91 |       |
| 16      | 1       | Augusto Ramos Soares    | Timor-Leste    | 4:22.28 |       |
| 17      | 1       | Ahmed Hassan            | Maldivas       | 4:23.54 |       |
| 18      | 2       | Shifaz Mohamed          | Maldivas       | 4:26.05 |       |
| 19      | 2       | Wacharin Waekachi       | Tailândia      | 4:28.46 |       |
| 20      | 1       | Amir Moradi             | Irão           | DNF     |       |
| 21      | 1       | Omar Al-Rasheedi        | Kuwait         | DNS     |       |

### Final
A final da prova ocorreu dia 5 de julho às 18:20.
| Posição           | Atleta                  | Nacionalidade  | Tempo   | Notas |
| ----------------- | ----------------------- | -------------- | ------- | ----- |
| Medalha de ouro   | Emad Noor               | Arábia Saudita | 3:39.51 |       |
| Medalha de prata  | Mohamad Al-Garni        | Catar          | 3:40.75 |       |
| Medalha de bronze | Belal Mansoor Ali       | Bahrein        | 3:40.96 |       |
| 4                 | Sajjad Moradi           | Irão           | 3:41.60 |       |
| 5                 | Hamza Driouch           | Catar          | 3:44.70 |       |
| 6                 | Abdullah Obaid Al-Salhi | Arábia Saudita | 3:48.44 |       |
| 7                 | Sandeep Karan Singh     | Índia          | 3:50.41 |       |
| 8                 | Amassri Wesam           | Palestina      | 3:54.35 |       |
| 9                 | Pranjal Gogoi           | Índia          | 3:56.01 |       |
| 10                | Yuki Akimoto            | Japão          | 4:06.70 |       |
| 11                | Mohammad Al-Azemi       | Kuwait         | DNF     |       |
| 11                | Rashid Ramzi            | Bahrein        | DNF     |       |

Legenda
| Recorde mundial       | Recorde mundial (World record)               |                       | Recorde africano                      | Recorde africano (African) |                                           | Q | Classificado por posição (Qualified) |
| Recorde do campeonato | Recorde do campeonato (Championship record)  | Recorde da América    | Recorde da América (Americas)         | q                          | Classificado por melhor tempo (Qualified) |   |                                      |
| Melhor marca do ano   | Melhor marca do ano (World leading)          | Recorde asiático      | Recorde asiático (Asian)              | DNS                        | Não largou (Did not start)                |   |                                      |
| Recorde nacional      | Recorde nacional (National record)           | Recorde europeu       | Recorde europeu (European)            | DNF                        | Não terminou (Did not finish)             |   |                                      |
| Recorde pessoal       | Recorde pessoal do atleta (Personal best)    | Recorde da Oceania    | Recorde da Oceania (Oceania)          | DSQ / DQ                   | Desclassificado (Disqualified)            |   |                                      |
| Recorde da temporada  | Recorde da temporada do atleta (Season best) | Recorde sul-americano | Recorde sul-americano (South America) | NM                         | Sem marca (No mark)                       |   |                                      |